# Унгн-Тёрячи
Унгн-Тёрячи (калм. Уңһн Төөрәч) — посёлок (сельского типа) в Малодербетовском районе Калмыкии. Входит в состав Ханатинского сельского муниципального образования.

## Этимология
Название посёлка производно от названия озера Унгун-Тёречи. Название озера связывают с потерей (гл. калм. төөрх — терять) жеребят (сущ. калм. уңһн). Существует множество версий и легенд о возникновении села. Одна из версий утверждают, что название происходит от слов «место, где родился жеребёнок», а другая — «место, где заблудился жеребёнок». В легенде говорится, что в широкой раздольной калмыцкой степи в довольстве и в достатке проживал один богатый нойон. Он имел много скота и больше всех любил лошадей.
Но вот однажды в месяц Урюс-ар, в жаркий летний день подул холодный ветер. Небо мгновенно потемнело и пошел крупный снег. Разыгрался сильный буран. Всё произошло так быстро, что нойон не успел подогнать табун к жеребятам.
Несколько дней велись поиски, и лишь на пятые сутки нашли жеребят в камышовых зарослях. Нойон, пересчитав жеребят, заметил, что не хватает его любимого чистокровного жеребёнка со звездочкой на лбу. На поиски жеребёнка нойон кинул весь хотон, и после долгих поисков его нашли в камышовых зарослях на берегу озера. С тех пор эту местность прозвали Унгн-Терячи, то есть место затерявшегося жеребёнка (калм. Унһн Төөрәч).

## История
Местность, в которой расположен посёлок. 
Дата основания оседлого населённого пункта не известна. Скорее всего, он возник в 1920-е годы в рамках политики по обоседланию кочевого населения. 
14 сентября 1927 года была основана Унгн-Терячинская интернатная школа. 
В годы коллективизации здесь был образован колхоз имени Чапаева
28 декабря 1943 года калмыцкое население было депортировано. Посёлок, как и другие населённые пункты Малодербетовского района вошёл в состав Сталинградской (Волгоградской) области. В этот период посёлок был переименован в Партизанский.
В 1956 году в посёлок начали возвращаться калмыки. В 1957 году посёлок был возвращён в состав Калмыкии. В 1958 году открыта Партизанская начальная школа (с 1988 года - 8-летняя).
В 1991 году посёлку было возвращено название Унгн-Тёрячи. В 1993 году местная школа преобразована в среднюю.

## Физико-географическая характеристика
Посёлок Унгн-Тёрячи расположен на юго-западе Малодербетовского района в пределах Сарпинской низменности, являющейся частью Прикаспийской низменности на левом берегу реки Зельмень. Средняя высота над уровнем моря — 6 метров. В 2,5 км к северо-востоку от посёлка расположено озеро Унгун-Тёрячи.
По автомобильной дороге расстояние до столицы Калмыкии города Элиста составляет 220 км, до районного центра села Малые Дербеты - 27 км, до административного центра сельского поселения посёлка Ханата - 20 км. .
Климат
Согласно классификации климатов Кёппена климат села влажный континентальный, засушливым, с жарким летом и относительно холодной и малоснежной зимой (индекс Dfa). Среднегодовая температура воздуха - 9,1 °C, количество осадков - 337 мм.
| Климатограмма Унгн-Тёрячи                                            | Климатограмма Унгн-Тёрячи | Климатограмма Унгн-Тёрячи | Климатограмма Унгн-Тёрячи | Климатограмма Унгн-Тёрячи | Климатограмма Унгн-Тёрячи | Климатограмма Унгн-Тёрячи | Климатограмма Унгн-Тёрячи | Климатограмма Унгн-Тёрячи | Климатограмма Унгн-Тёрячи | Климатограмма Унгн-Тёрячи | Климатограмма Унгн-Тёрячи |
| -------------------------------------------------------------------- | ------------------------- | ------------------------- | ------------------------- | ------------------------- | ------------------------- | ------------------------- | ------------------------- | ------------------------- | ------------------------- | ------------------------- | ------------------------- |
| Я                                                                    | Ф                         | М                         | А                         | М                         | И                         | И                         | А                         | С                         | О                         | Н                         | Д                         |
| 29 −3 −10                                                            | 23 −3 −10                 | 21 3 −5                   | 21 16 5                   | 34 24 12                  | 36 29 16                  | 33 31 19                  | 30 30 17                  | 25 23 11                  | 21 14 4                   | 31 5 −1                   | 33 0 −6                   |
| Температура в °C • Сумма осадков в мм Источник: CLIMAT: Унгун-Тёрячи |                           |                           |                           |                           |                           |                           |                           |                           |                           |                           |                           |

## Население
| 2002 | 2010 |
| ---- | ---- |
| 317  | ↘307 |

Национальный состав
Согласно результатам переписи 2002 года большинство населения посёлка составляли калмыки (99 %)
| Национальность | Численность (2010) | Процент |
| -------------- | ------------------ | ------- |
| Калмыки        | 291                | 95,7%   |
| Русские        | 13                 | 4,3%    |
| Всего          | 304                | 100%    |

## Социальная инфраструктура
В посёлке действуют дом культуры. Среднее образование жители посёлка получают в Унгн-Тёрячинской средней общеобразовательной школе. Медицинское обслуживание обеспечивают фельдшерско-акушерский пункт и Малодербетовская центральная районная больница.
Посёлок электрифицирован и газифицирован.

## Достопримечательности
- Мемориал «Погибшим в годы Великой Отечественной войны»
- Ротонда «Зунква Гегян»
- Памятник «Мөрн Эрдни»[1]